# Lindenfels
Lindenfels è una città tedesca di 5 411 abitanti, situato nel land dell'Assia.